# Bartolomé
Bartolomé (ook wel Isla Bartolomé) is een van de kleinere eilanden van de Galapagos-archipel. Het ligt ongeveer 600 meter ten oosten van het eiland Santiago, bij de Sullivanbaai. Het is slechts 1,2 km² groot, een beetje langwerpig met een uitloper richting Santiago. Het eiland is genoemd naar een Britse marineofficier Sir Bartholomew James Sulivan die ten tijde van de reis van Charles Darwin met de Beagle diende onder kaptien Robert FitzRoy.
Het eiland is onbewoond maar is het meest bezochte en gefotografeerde eiland van de archipel. Het eiland vormt ook het decor van de Amerikaanse avonturenfilm uit 2003 Master and Commander: The Far Side of the World.
Voor bezoekers is er een pad met houten trappen dat leidt naar het hoogste punt (114 m) vanwaar er een fraai uitzicht op het eiland is. Verder zijn er rond het eiland plaatsen waar gedoken en gesnorkeld kan worden.

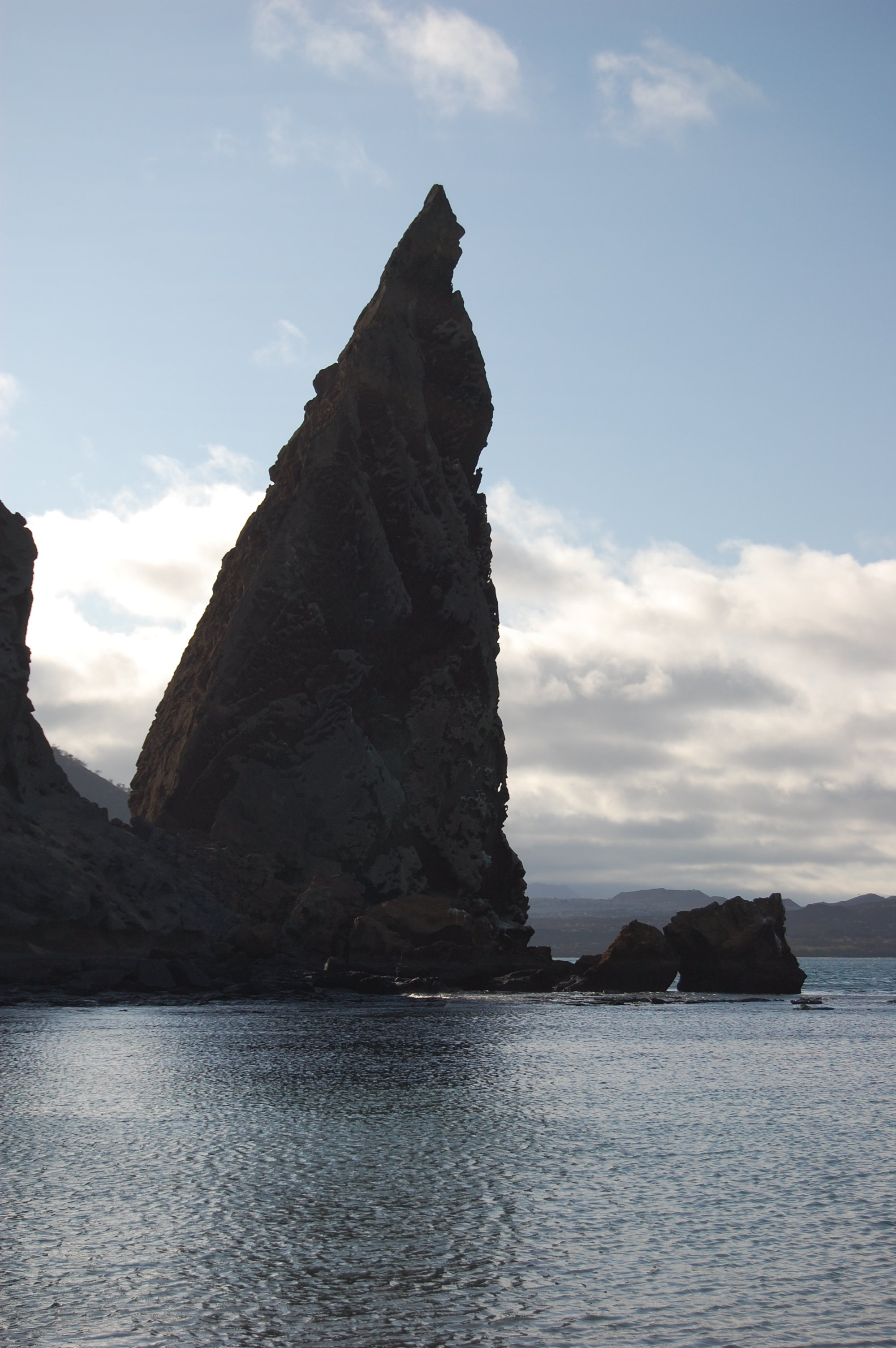
Pinnacle Rock
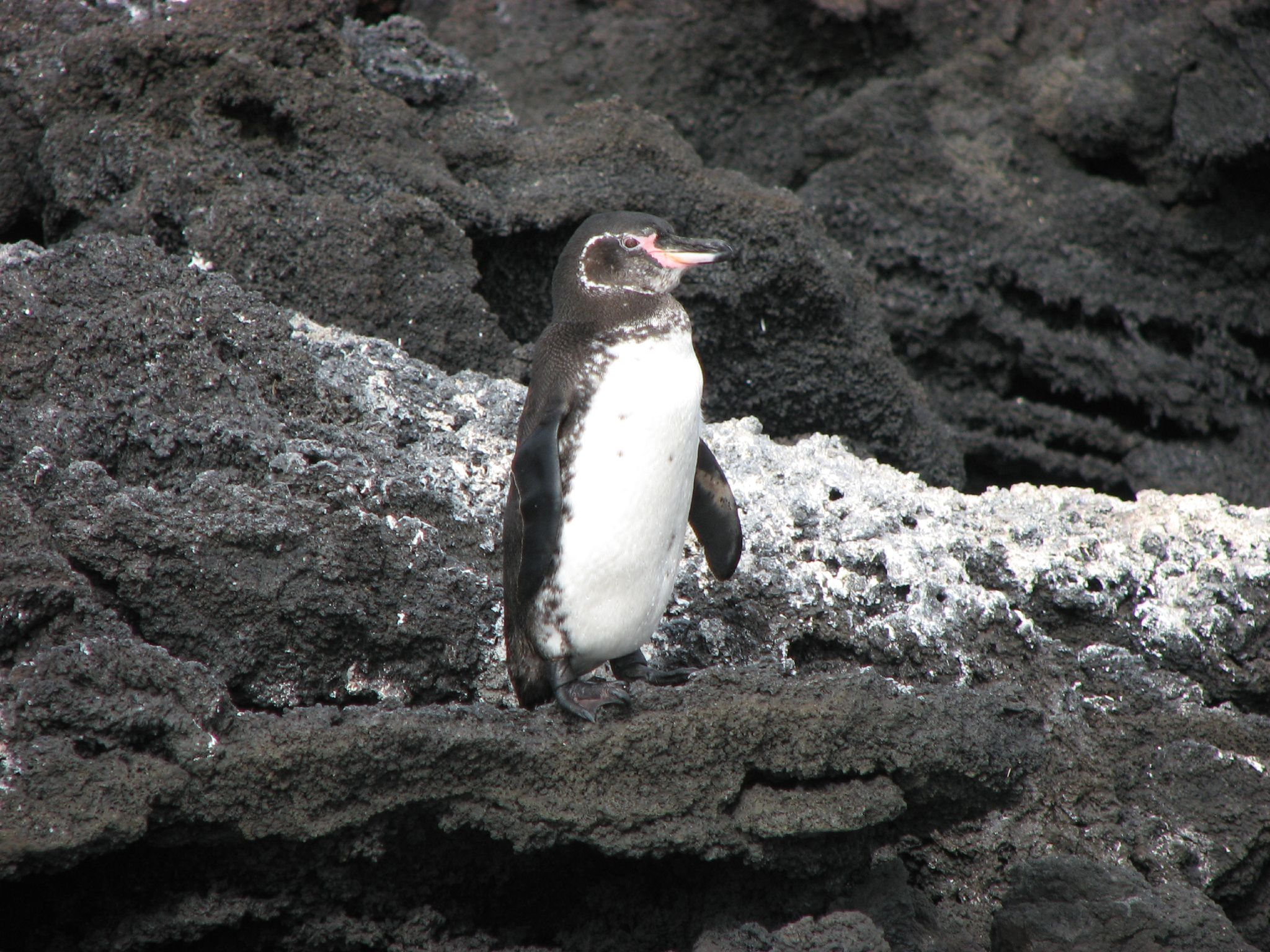
Galapagospinguïn.

## Fauna
Het eiland is vooral bekend om de kleine kolonie galapagospinguïns die zich bevindt in een grote grot achter Pinnacle Rock een markante, torenhoge lavarots. Deze pinguïns worden zorgvuldig bestudeerd, want hun aantallen vertonen grote fluctuaties en mogelijk wordt de populatie bedreigd door een soort fatale vogelmalaria, veroorzaakt door een plasmodium-soort.
Verder is het eiland een goede plek om de soepschildpad (Chelonia mydas) waar te nemen en zijn er de galapagoszeeleeuwen. In het water kunnen haaien (waaronder de witpuntrifhaai) en roggen waargenomen worden en de bijzondere vleermuisvis Ogcocephalus darwini.

## Bron
Bartolomé. Galapagos Conservancy. Geraadpleegd op 30 april 2015. 